# Världsmästerskapen i fäktning 1965
Världsmästerskapen i fäktning 1965 arrangerades mellan den 1 och 12 juli 1965 i Paris i Frankrike. Det var den 19:e upplagan av världsmästerskapen i fäktning.

## Medaljörer

### Herrar
| Gren                  | Guld                                                                                    | Silver                                                                                           | Brons                                                                                         |
| Florett, individuellt | Jean-Claude Magnan Frankrike                                                            | Daniel Revenu Frankrike                                                                          | German Svesjnikov Sovjetunionen                                                               |
| Florett, lagtävling   | Sovjetunionen Mark Midler German Svesjnikov Jurij Rudov Viktor Putjatin Jurij Sisikin   | Polen Witold Woyda Ryszard Kunze Janusz Różycki Adam Lisewski Zbigniew Skrudlik                  | Frankrike Jean-Claude Magnan Jacky Courtillat Daniel Revenu Pierre Rodocanachi Christian Noël |
| Sabel, individuellt   | Jerzy Pawłowski Polen                                                                   | Miklós Meszéna Ungern                                                                            | Zoltán Horváth Ungern                                                                         |
| Sabel, lagtävling     | Sovjetunionen Umar Mavlichanov Mark Rakita Nugzar Asatiani Jakov Rylskij Boris Melnikov | Italien Giampaolo Calanchini Wladimiro Calarese Pierluigi Chicca Paolo Narduzzi Cesare Salvadori | Frankrike Claude Arabo Robert Fraisse Jacques Lefèvre Marcel Parent Jean-Ernest Ramez         |
| Värja, individuellt   | Zoltán Nemere Ungern                                                                    | Bill Hoskyns Storbritannien                                                                      | Guram Kostava Sovjetunionen                                                                   |
| Värja, lagtävling     | Frankrike Yves Boissier Jacques Brodin Claude Bourquard Yves Dreyfus Jack Guittet       | Storbritannien Nicholas Halsted Bill Hoskyns Peter Jacobs Allan Jay John Pelling                 | Sovjetunionen Vladimir Donjin Bruno Habārovs Guram Kostava Hryhorij Kriss Aleksej Nikantjikov |

## Medaljtabell
*   Värdland ( Frankrike)
| Nr                  | Nation               | Guld | Silver | Brons | Totalt |
| ------------------- | -------------------- | ---- | ------ | ----- | ------ |
| 1                   | Sovjetunionen (URS)  | 4    | 0      | 4     | 8      |
| 2                   | Frankrike (FRA)*     | 2    | 1      | 2     | 5      |
| 3                   | Ungern (HUN)         | 1    | 1      | 1     | 3      |
| 4                   | Polen (POL)          | 1    | 1      | 0     | 2      |
| 5                   | Rumänien (ROU)       | 0    | 2      | 0     | 2      |
| 5                   | Storbritannien (GBR) | 0    | 2      | 0     | 2      |
| 7                   | Italien (ITA)        | 0    | 1      | 1     | 2      |
| Totalt (7 nationer) | Totalt (7 nationer)  | 8    | 8      | 8     | 24     |